# Мічман (фільм, 1925)
Мічман (англ. The Midshipman) — американська мелодрама режисера Крісті Кебенна 1925 року.

## У ролях
- Рамон Новарро — Дік Рендалл
- Гаррієт Геммонд — Патрісія Лоуренс
- Веслі Беррі — Тед Лоуренс
- Маргарет Седдон — містер Рендалл
- Кроуфорд Кент — Безіл Кортні
- Полін Кі — Ріта
- Моріс Райан — Фат
- Гарольд Гудвін — Текс
- Вільям Бойд — Спад